# Kontemplation (eksperimentalfilm)
Kontemplation er en dansk eksperimentalfilm fra 1992 instrueret af Lars Johansson efter eget manuskript.

## Handling
En mand opholder sig alene i et sommerhus. Landskab og hav ophæver den lineære tidsfornemmelse - rummet mellem bevidst og ubevidst udvides.